# Achias microcephalus
Achias microcephalus är en tvåvingeart som beskrevs av Friedrich Georg Hendel 1914. Achias microcephalus ingår i släktet Achias och familjen bredmunsflugor. Inga underarter finns listade i Catalogue of Life.